# Довбня Петро Іванович
Петро́ Іва́нович До́вбня (18 лютого 1938, с. Кам'яні Потоки Кременчуцького району Полтавської області — 12 березня 2014) — український співак, соліст Державної заслуженої капели бандуристів. Народний артист України (1993). Кандидат педагогічних наук (2010).

## Життєпис
Народився 18 лютого 1938 року у селі Кам'яні Потоки на Полтавщині.
1963 року закінчив Київську державну консерваторію ім. П. І. Чайковського по класу народної артистки СРСР, професора З. М. Гайдай.
Працював солістом:
- Українського гастрольного концертного об'єднання,
- Ансамблю групи Радянських військ у Німеччині,
- Українського радіо і телебачення,
- Державної заслуженої капели бандуристів УРСР,
- Заслуженої капели «Думка».

Доцент кафедри вокалу Національного педагогічного університету ім. Драгоманова, володар потужного лірико-драматичного тенора, викладач вокалу в студії капели.

Могила Петра Довбні, Байкове кладовище

З 1999 року працював на кафедрі теорії та методики постановки голосу.
2009 — професор кафедри теорії та методики постановки голосу Національного педагогічного університету ім. М. П. Драгоманова. У 2010 році здобув науковий ступінь кандидата педагогічних наук.
Як педагог підготував учнів, які стали лауреатами конкурсів та працюють солістами у творчих колективах: С. Кудрявцев, В. Сачок, Р. Страхов.
Його дочка, Ганна Боровик — акторка опери та оперети, лірико-драматичне сопрано.
Помер на 77-му році життя 12 березня 2014 року. Похований на Байковому кладовищі (ділянка № 33).

## Репертуар
- Молитва Андрія з опери «Запорожець за Дунаєм» С. Гулака-Артемовського
- Українські народні пісні: «Місяць на небі», «Чорнії брови», «Там, де Ятрань круто в'ється», «Вечір надворі», «Стоїть гора високая», «Ой ти, дівчино, зарученая», «Ой при лужку, при лужку», «Повій, вітре, на Вкраїну», «Стоїть явір над водою».